# 柿の葉寿司

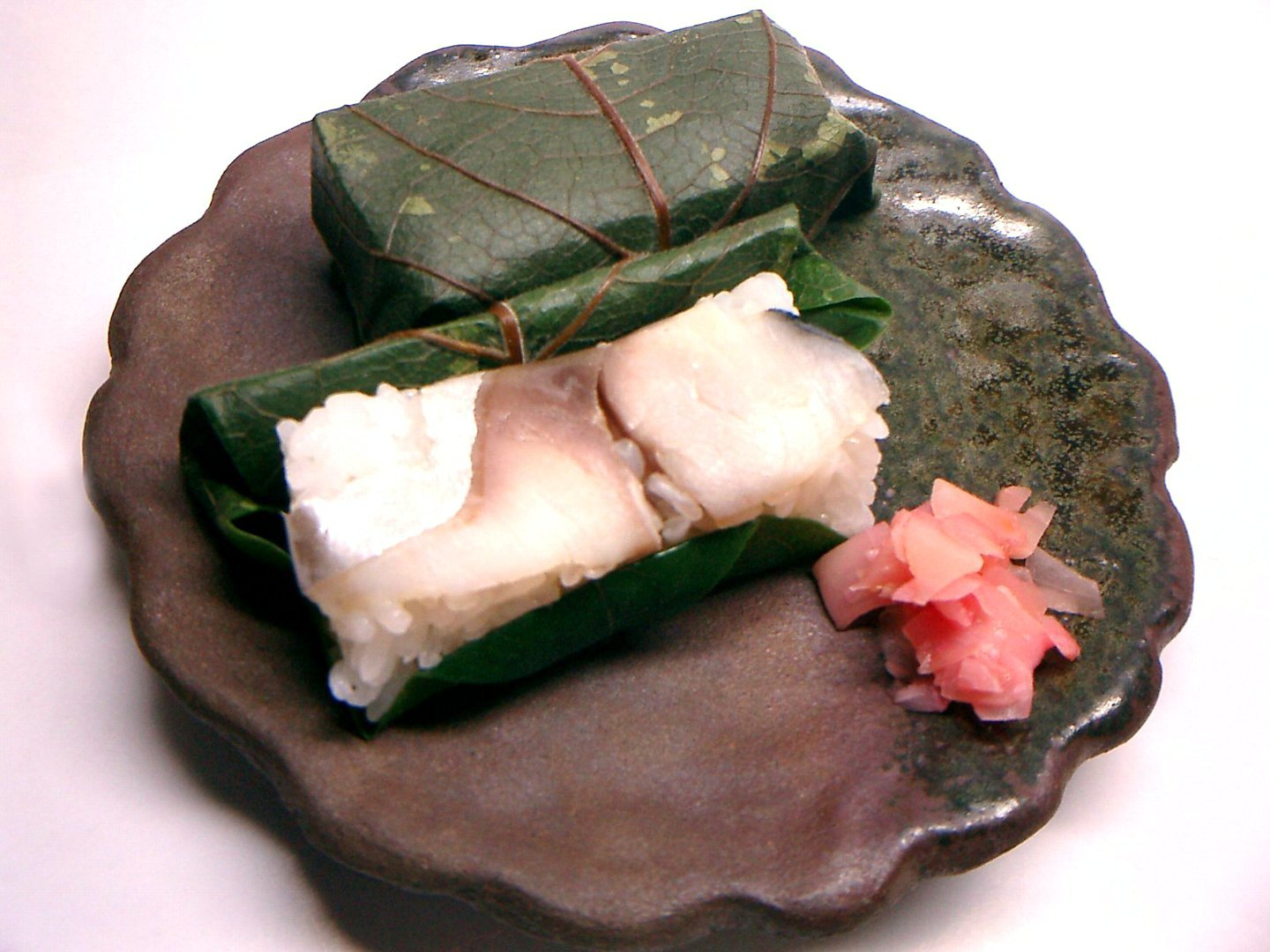
柿の葉寿司（奈良・和歌山）

柿の葉寿司（かきのはずし、またはかきのはすし）は、奈良県・和歌山県、および石川県加賀地方、鳥取県智頭地方の郷土料理。
奈良県・和歌山県と石川県、鳥取県では作り方・形状が異なる。鯖・鮭などが両地域で使用される主な材料（ネタ）だが、奈良県・和歌山県では鯛、穴子、椎茸、石川県では鰤、鳥取県では鱒を地域特有のネタとして使用している。

## 奈良県・和歌山県
一口大の酢飯に鯖や鮭などの切り身と合わせ、柿の葉で包んで押しをかけた寿司を指す。場所によっては、昆布を巻いてから柿の葉を巻くところもある。表記は「柿の葉すし」とするところも多い。柿の葉自体は風味と保存を目的としたものであり食べない。
柿の葉寿司は紀の川の上流を産地として江戸時代に生まれたと言われている。一説によると、紀州藩の漁師が近海で捕れた鯖の腹に塩を詰め込む塩漬けにして、紀の川や熊野川の舟運を使い大和国へ行商していたが、大和に着いた頃には塩気が強すぎたために、その塩気を和らげるために薄くそぎ切りにして飯と一緒に食べる方法を編み出したのが、柿の葉寿司の始まりといわれている。当初はなれ寿司のように食し、醸造酢が普及した江戸中期以降、今日に見られるような酢飯を使う調理法になったとされる。以後は祭りや慶事に欠かせない御馳走として珍重され、特に五條、吉野、大峯地方の名物料理として広まった。
柿の葉に食べ物をくるむ手法は、伝統的な保存技術として一帯に伝わっており、柿の葉には殺菌効果があるといわれ、包むことにより（季節などにもよるが）数日程度の保存に適するようになる。更に、柿の葉にくるむことによって、柿の葉の香りが寿司に移り、風味も良くなる。柿の葉は、やわらかくするため、あるいは殺菌効果を高めるため、塩漬けにする場合がある。柿の葉は渋柿（特に刀根早生が最適とされる）のほうが葉が軟らかいために適している。ネタは古くは鯖だけであったが、明治時代に『平宗』が鮭を使った柿の葉寿司を提案し、今日では鯖と鮭が定番のネタとなっている。その他、鯛、穴子、蛸、サヨリ、エビ、椎茸、大根などバリエーションに富んだ柿の葉寿司を提供する店も増えている。
奈良県や和歌山県伊都地方の名物として挙げられ、JR線、近鉄線の主要駅（近鉄の場合は主に特急停車駅）で販売されている。また近鉄特急の車内販売でも発売されていた。奈良県では五条・吉野地域で栽培される柿の葉が多く利用される。「奈良のうまいもの」に選ばれており、県内の至る所で柿の葉寿司の店舗が見られるなど、土産物、贈答品、家庭用を問わず浸透している。その他、吉野町や桜井市、下市町、川上村などに個人商店、柿の葉寿司を提供する料理店が多数点在している。川上村では、酢を使わずに昔ながらの塩締めしたサバを使った柿の葉寿司が主流となっており、初期のスタイルに近い。
和歌山県でも和歌山県推薦優良土産品に指定されており、特に伊都郡を中心とした紀北に複数の店舗が見られる。

## 石川県加賀地方
広げた柿の葉の上に鯖・鮭・小鯛・鰤（一部地域では鯨の皮）などのネタ、寿司飯の順に載せ、表面に桜海老、青藻などを散らし、桶に重ねて重しを乗せて1日～数日おいてから食べる。柿の葉は通常食べない。家庭では主に夏・秋の祭りの時期に作られることが多い。

## 鳥取県智頭地方
鳥取県智頭地方にも柿の葉寿司といわれる伝統的な寿司がある。広げた柿の葉の上にごはんを乗せ、酢で締めた鱒を具にしたもので、山椒をアクセントに効かせている。智頭地方は古くからの柿の産地であり、柿の葉寿司も連綿と作られてきた郷土料理であったが、作る家庭が減少。そこで1987年に、地元農家らの手によって那岐特産品開発研究会を発足させ、物産店などで一般販売するようになった。後に「県民が選ぶとっとり旨いもん100」に選定されている。